# بيترو كيلر
بيترو كيلر هي عازفة بيانو سويسرية، ولدت في 23 مارس 1980 في فاينفيلدن في سويسرا.

## وصلات خارجية
- الموقع الرسمي